# Willard (Kansas)
Willard – miasto w Stanach Zjednoczonych, w stanie Kansas, w hrabstwie Shawnee.